# Aplidium asperum
Aplidium asperum är en sjöpungsart som beskrevs av Richard von Drasche-Wartinberg 1883. Aplidium asperum ingår i släktet Aplidium och familjen klumpsjöpungar. Inga underarter finns listade i Catalogue of Life.